# Grant Township (comté de Vermilion, Illinois)
Grant Township est un township du comté de Vermilion dans l'Illinois, aux États-Unis,. En 2010, le township comptait une population de 6 028 habitants.

## Source de la traduction
- (en) Cet article est partiellement ou en totalité issu de l’article de Wikipédia en anglais intitulé « Grant Township, Vermilion County, Illinois » (voir la liste des auteurs).